# Avraham
Cette page présente le prénom Avraham ainsi que ses variantes.
Avraham (hébreu : אברהם) est un prénom masculin d'origine hébraïque ainsi qu'un patronyme.

## Variantes
- Abraham
- Avrohom/Avrom

## Avraham comme prénom
Avraham est un prénom porté par de nombreuses personnalités :
- Avraham Stern un écrivain et poète (1907 - 1942).
- Avraham Maïmonide un rabbin et dirigeant communautaire égyptien du XIIIe siècle (1186 – 1237).
- Yom Tov Ben Avraham Asevilli, un rabbin médiéval séfarade (1250 - 1330).
- Avraham Mapou, un écrivain et pédagogue juif lituanien (1808 - 1867).
- Avraham Meïr Haberman, (Heman HaYéroushalmi) un poète israélien et un chercheur en littérature hébraïque du Moyen Âge (1901 - 1980).
- Avraham Tehomi, un militant sioniste (1903 - 1990).
- Avraham David Horowitz, un grand-rabbin français orthodoxe non-consistorial (1911 - 2004).
- Avraham Elkanah Kahana Shapira, une figure du sionisme religieux (1914 - 2007).
- Avraham Grossman, un historien israélien spécialiste du judaïsme au Moyen Âge (1936).
- Avraham Hirschson, un homme politique israélien (1941).
- Herbert Avraham Haggiag Pagani, (Herbert Pagani) un musicien et auteur-compositeur de chansons (1944 - 1988).
- Avraham Burg, un homme politique israélien (1955).
- Avraham Grant, un entraîneur de football (1955).
- Avraham Fried, un chanteur juif américain.
- Avraham Moshe Dichter, un homme politique israélien.
- Avraham Sinai, un informateur chiite libanais.